# Sebastian Sorsa
Sebastian Sorsa (Helsinki, 25 januari 1984) is een Fins voormalig voetballer, die doorgaans speelde als rechtsback. Tussen 2004 en 2018 speelde hij bij diverse clubs in Finland, alsmede in Engeland en Schotland. Sorsa maakte in 2010 zijn debuut in het Fins voetbalelftal.

## Clubcarrière
Sorsa begon zijn carrière bij HJK Helsinki. Bij die club maakte hij dan ook zijn debuut, toen hij op 20 mei 2004 in een thuiswedstrijd tegen FC Haka in de tweede helft mocht invallen voor Ridvan Zeneli van coach Keith Armstrong. Na een paar seizoenen eerste elftal in Helsinki vertrok Sorsa op 2 januari 2008 transfervrij naar Leeds United, na een succesvolle winterstage. Hij speelde echter nooit een duel bij Leeds United en na een tijdje vertrok hij alweer naar Hamilton Academical. Daar speelde hij ook maar een paar maanden, voordat hij opnieuw een contract ondertekend kreeg bij zijn oude werkgever HJK Helsinki. Daar werd hij opnieuw direct een vaste waarde. Acht seizoenen lang speelde hij veelvuldig in de Finse defensie en hij kwam tot honderdvijfentachtig wedstrijden. In januari 2017 stapte Sorsa transfervrij over naar KuPS Kuopio. Aan het einde van 2017 kondigde Sorsa aan te gaan stoppen als voetballer.

## Interlandcarrière
Zijn debuut in het Fins voetbalelftal maakte Sorsa op 18 januari 2010, toen met 2–0 gewonnen werd van Zuid-Korea. Van bondscoach Stuart Baxter mocht de middenvelder na een uur spelen invallen voor Jonatan Johansson. Andere debutanten in die wedstrijd namens Finland waren Jani Lyyski (Djurgårdens), Joel Perovuo (Djurgårdens), Paulus Arajuuri (Kalmar FF), Hermanni Vuorinen (FC Honka), Timo Furuholm (Inter Turku), Juska Savolainen (FK Haugesund) en Mika Ojala (Inter Turku).

### Gespeelde interlands
| Interlands van Sebastian Sorsa voor Finland | Interlands van Sebastian Sorsa voor Finland | Interlands van Sebastian Sorsa voor Finland | Interlands van Sebastian Sorsa voor Finland | Interlands van Sebastian Sorsa voor Finland | Interlands van Sebastian Sorsa voor Finland | Interlands van Sebastian Sorsa voor Finland |
| №                                           | Datum                                       | Wedstrijd                                   | Uitslag                                     | Competitie                                  | Goals                                       |                                             |
| Als speler bij HJK Helsinki                 | Als speler bij HJK Helsinki                 | Als speler bij HJK Helsinki                 | Als speler bij HJK Helsinki                 | Als speler bij HJK Helsinki                 | Als speler bij HJK Helsinki                 | Als speler bij HJK Helsinki                 |
| ------------------------------------------- | ------------------------------------------- | ------------------------------------------- | ------------------------------------------- | ------------------------------------------- | ------------------------------------------- | ------------------------------------------- |
| 1                                           | 18 januari 2010                             | Zuid-Korea – Finland                        | 2 – 0                                       | Vriendschappelijk                           |                                             |                                             |
| 2                                           | 22 januari 2012                             | Trinidad en Tobago – Finland                | 2 – 3                                       | Vriendschappelijk                           |                                             |                                             |
| 3                                           | 24 januari 2014                             | Oman – Finland                              | 0 – 0                                       | Vriendschappelijk                           |                                             |                                             |
| 4                                           | 5 maart 2014                                | Hongarije – Finland                         | 1 – 2                                       | Vriendschappelijk                           |                                             |                                             |
| 5                                           | 21 mei 2014                                 | Finland – Tsjechië                          | 2 – 1                                       | Vriendschappelijk                           |                                             |                                             |
| 6                                           | 29 maart 2015                               | Noord-Ierland – Finland                     | 2 – 1                                       | EK 2016 kwalificatie                        |                                             |                                             |

## Erelijst
| Veikkausliiga | 6 | 2009, 2010, 2011, 2012, 2013, 2014 |
| Suomen Cup    | 3 | 2006, 2011, 2014                   |